# Gerd Kraus
Gerd Kraus (* 1967) ist ein deutscher Biologe und Direktor des staatlichen Thünen-Instituts für Seefischerei im Thünen-Institut in Bremerhaven.
Als Wissenschaftlicher Assistent arbeitete Kraus von 2002 bis 2006 in der Fischereibiologie des Forschungsbereich "Marine Ökologie" des IFM-GEOMAR in Kiel. Von 2006 bis 2008 war er Senior-Researcher an der Technischen Universität von Dänemark und dem Dänischen Institut für Fischereiforschung, im Bereich Fischereibiologie mit Schwerpunkt auf Populationsdynamik und Reproduktionsbiologie. Seit 2008 ist Kraus Direktor des staatlichen Thünen-Instituts für Seefischerei in Bremerhaven.